# Buvika/Ilhaugen
Buvika/Ilhaugen är en tätort i Skauns kommun i Trøndelag fylke i mellersta Norge. Orten ligger vid Europaväg 39 på södra sidan av Gaulosen, en arm av Trondheimsfjorden. Den omfattar bebyggelse i de båda sammanväxta orterna Buvika och Ilhaugen.
Orten Buvika utgjorde tidigare centralort i dåvarande Buviks kommun.